# Usumacinta

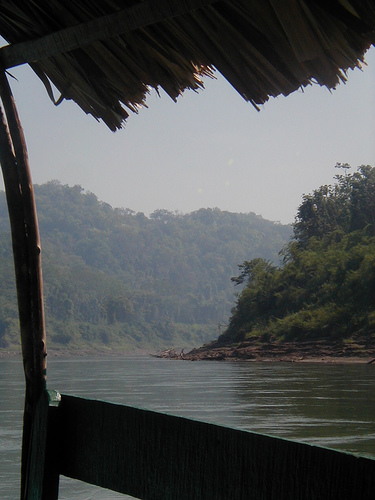
Der Río Usumacinta bei Yaxchilán an der Grenze zwischen Guatemala und Mexiko

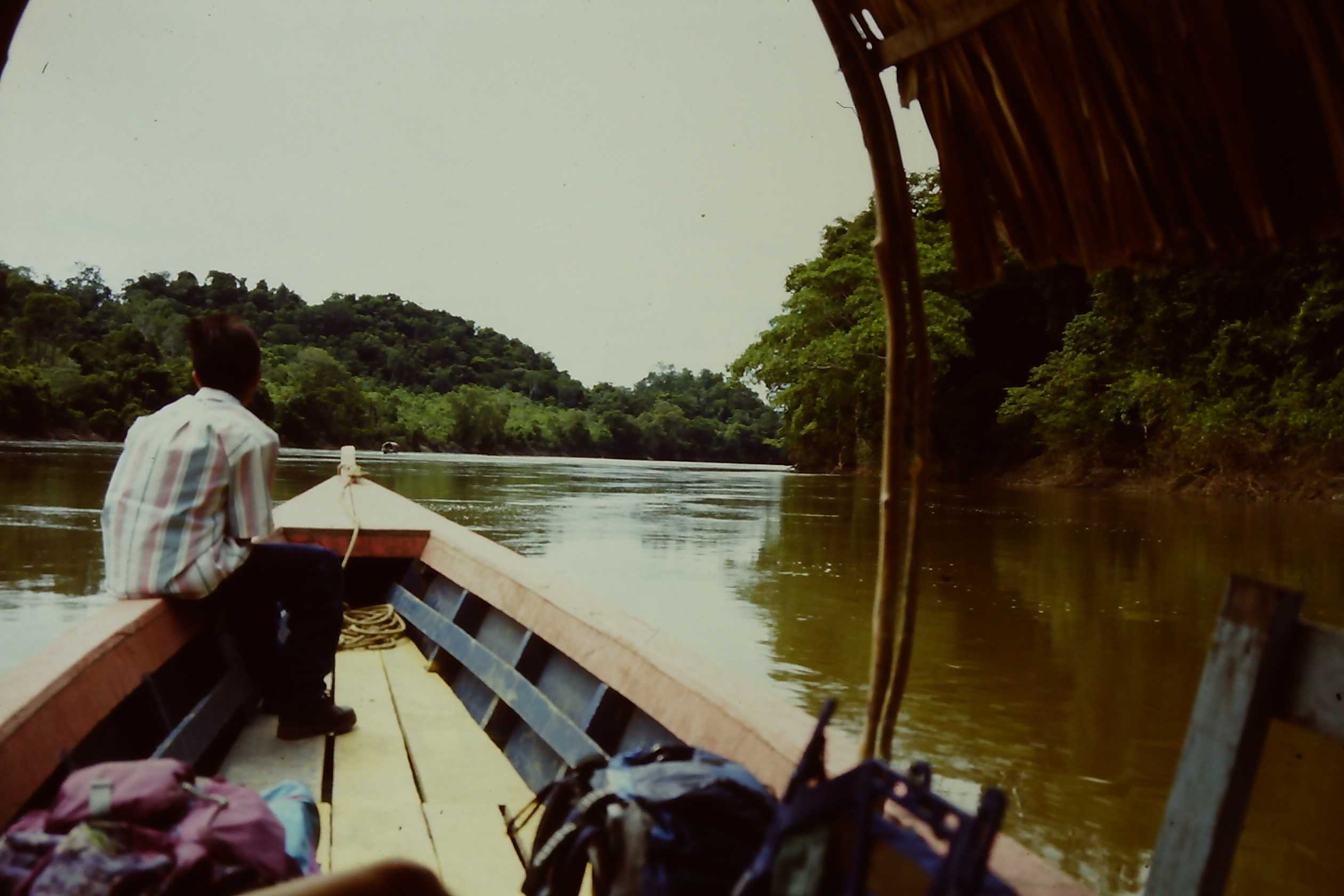
Personentransport per Boot über den Río Usumacinta bei Frontera Corozal als Teilstück der Landroute von Palenque, Mexiko nach Tikal, Guatemala

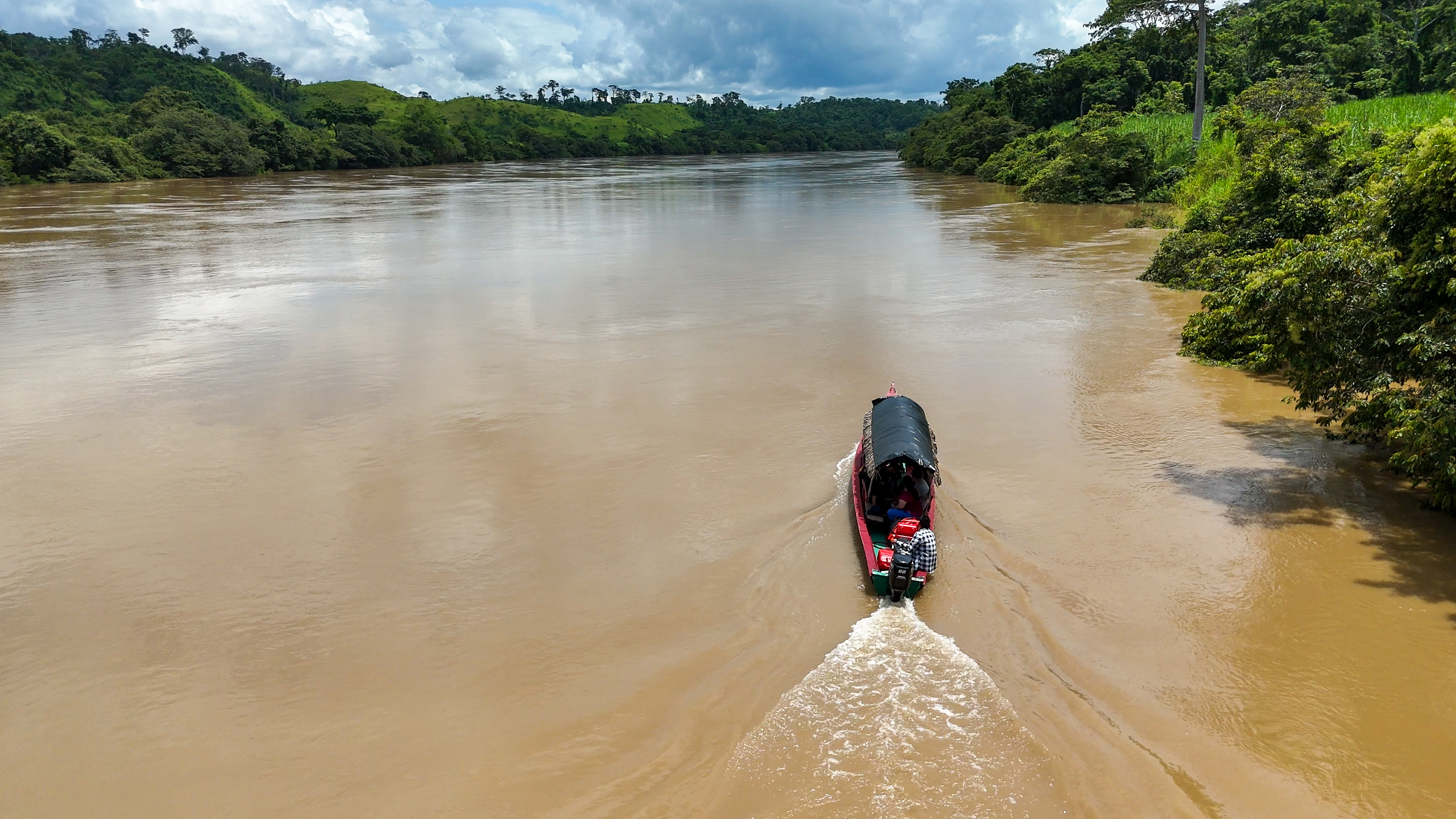
Ein Motorboot fährt auf dem Usumacinta an der Grenze zwischen Mexiko und Guatemala.

Der ca. 560 km lange Río Usumacinta ist der wasserreichste Fluss Mittelamerikas; er bildet die Grenze zwischen Guatemala und dem mexikanischen Bundesstaat Chiapas.

## Verlauf
Der Río Usumacinta entsteht aus den Quellflüssen Río La Pasión und Río Salinas (auch Río Chixoy), die beide ihren Ursprung im Westen Guatemalas haben. Im weiteren Verlauf durchquert der Fluss in zahlreichen Schleifen den mexikanischen Bundesstaat Tabasco und bildet abschnittsweise die Grenze zum Bundesstaat Chiapas; im flachen Gebiet nördlich von Jonuta teilt er sich in drei Mündungsarme auf: Der östliche wird Río Palizada genannt und fließt südlich von Ciudad del Carmen in die Laguna de Términos; der mittlere Mündungsarm heißt Río San Pedro y San Pablo und fließt geradewegs nach Norden, in Küstennähe bildet er die natürliche Grenze zur Halbinsel Yucatán; der westliche Arm, der Río Chico y San Antonio, verbindet sich nordöstlich von Villahermosa mit dem von Südwesten kommenden Río Grijalva; gemeinsam münden sie in den Golf von Mexiko.

## Städte
Am Usumacinta gibt es auf guatemaltekischer Seite keine größeren Ansiedlungen. In Mexiko sind die Orte Tenosique, Balancán, Emiliano Zapata und Jonuta zu nennen.

## Geschichte
Bereits zur Zeit der Maya – wahrscheinlich sogar noch früher – bildete der Río Usumacinta eine der wichtigsten Lebensadern und Kommunikationswege im Maya-Tiefland. An seinen Ufern finden sich u. a. die antiken Mayastätten Yaxchilán und Piedras Negras.
In der Zeit des guatemaltekischen Bürgerkriegs (1960–1996) wurde der Fluss von vielen Flüchtlingen überquert, die sich sowohl von Seiten der Regierungstruppen als auch von Seiten der Rebellen bedroht fühlten. Außerdem spielten wirtschaftliche Gründe eine Rolle, denn viele hofften auf ein besseres Leben in Mexiko.

## Wirtschaft
Seit dem 19. Jahrhundert wurden auf dem Usumacinta Baumstämme geflößt; diese Nutzung ist jedoch seit dem Ende des 20. Jahrhunderts stark zurückgegangen. In den 1980er Jahren wurde die Idee eines Staudamms zur Stromerzeugung propagiert, doch wurde dieses Projekt wegen der Rebellen auf guatemaltekischer Seite und wegen des zunehmenden archäologischen Interesses sowie des ökologischen Bewusstseins wieder fallengelassen. So diente der Unterlauf des Usumacinta zeitweise als landschaftlicher Höhepunkt von touristischen Bootstouren, doch blieb eine gewisse Unsicherheit bezüglich räuberischer Banden bestehen.

## Fauna
Im fischreichen Usumacinta und in seinen beiden großen Quellflüssen leben noch einige wenige Flusskrokodile und Flussschildkröten. Für Ornithologen bieten die ufernahen Wälder ebenfalls interessante Beobachtungsmöglichkeiten. Die dichte Bewaldung auf beiden Seiten des Flusses sollte jedoch nicht darüber hinwegtäuschen, dass weite Flächen im Hinterland als Weide- und Ackerland genutzt werden.